# Giuseppe Appiani

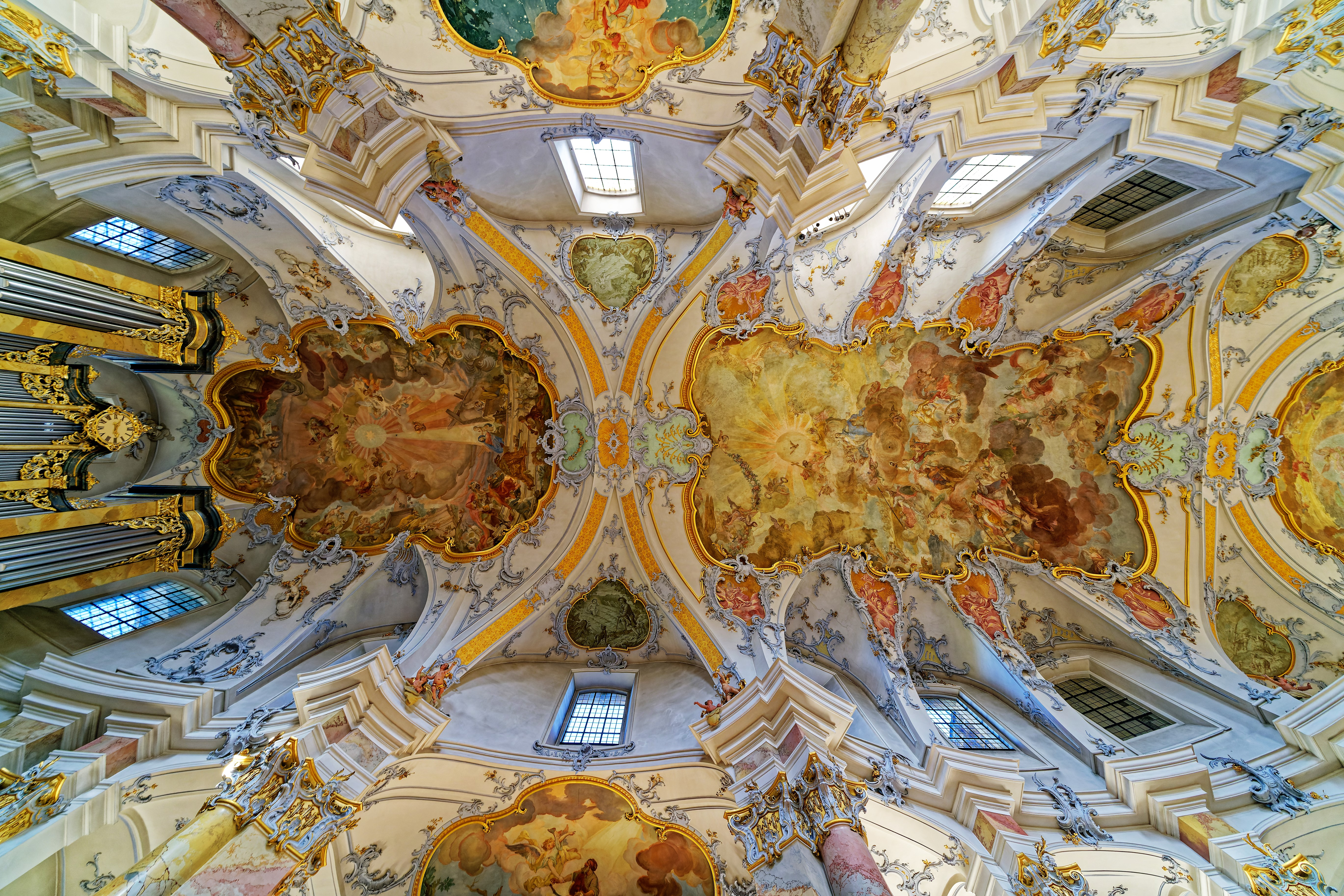
Deckengemälde in der Basilika Vierzehnheiligen, Bad Staffelstein, 1769.

Joseph Ignaz Appiani (italienisch: Giuseppe Ignazio Appiani; * 16. Oktober 1706 in München; † 19. August 1785 in Triefenstein) war ein Maler, insbesondere Freskenmaler, Kurfürstlich Mainzer Hofmaler, Gründer und erster Direktor der Mainzer Kunstakademie. Er war der Sohn des Stuckateurs Pietro Francesco Appiani aus Porto Ceresio und der Maria Sophia aus Fürstenfeldbruck. Sein Onkel war der Stuckateur Jacopo Appiani (1687–1742).

## Werke

### Deutschland

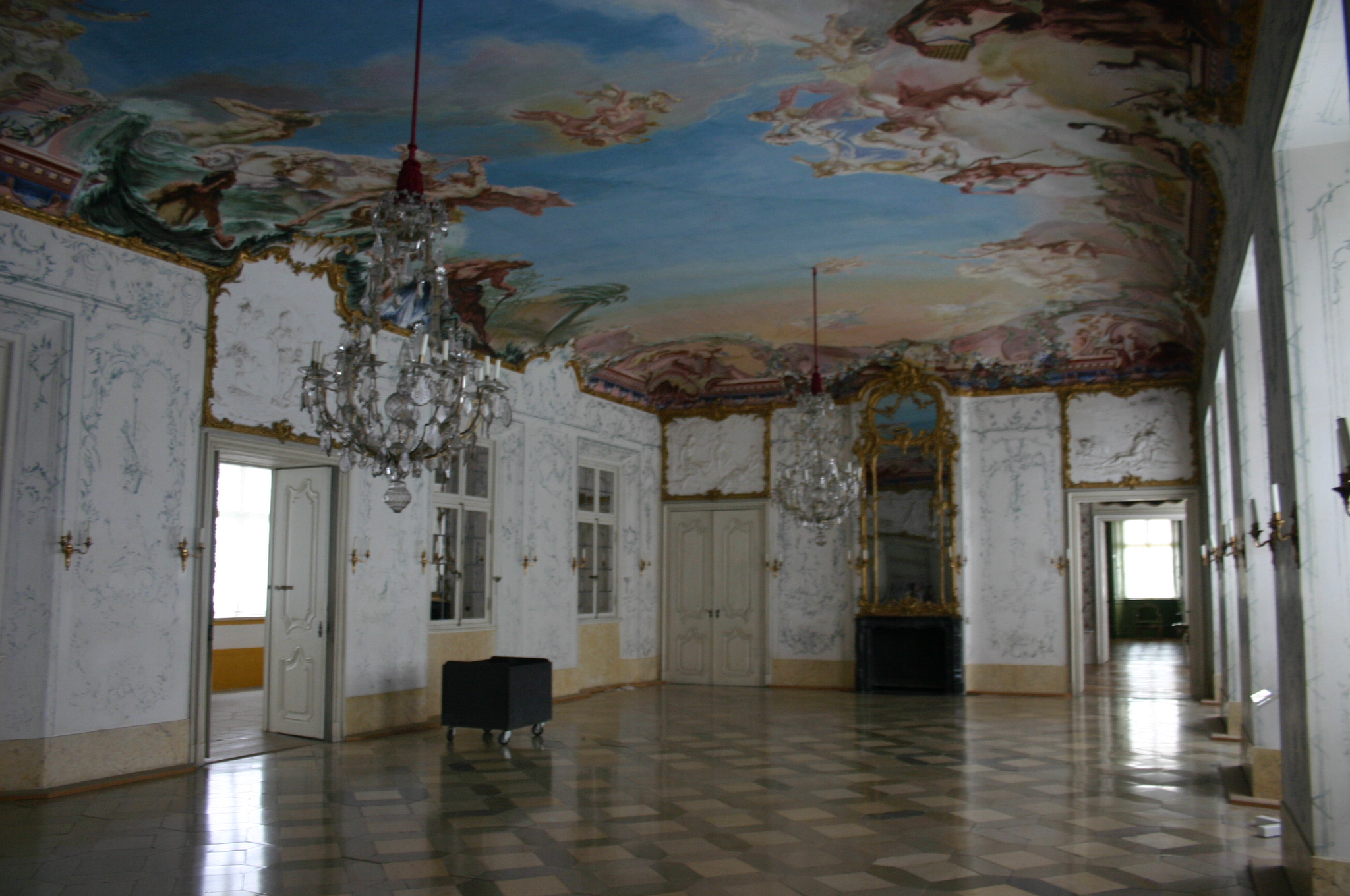
Deckengemälde in Schloss Seehof (Foto: 2007)

#### Bayern
- Deckenfresken der Stiftskirche Münster Unserer Lieben Frau in Lindau (Bodensee) (1749)
- Deckengemälde im „Weißen Saal“ von Schloss Seehof in Memmelsdorf bei Bamberg (1751–1752)
- Basilika Vierzehnheiligen (1763/1764–1769)
- Jesuitenkirche St. Michael in Würzburg (nach 1770)
- Kloster Triefenstein (ab 1784)
- Hochaltarfresko in der alten Pfarrkirche St. Jakobus in Bad Kissingen „Jakobus heilt auf dem Weg zu seiner Hinrichtung Kranke“, signiert „Appiani“ auf dem Halsband der Dogge am linken Bildrand (ab 1775)
- Klosterkirche Heidenfeld (1783/1784)

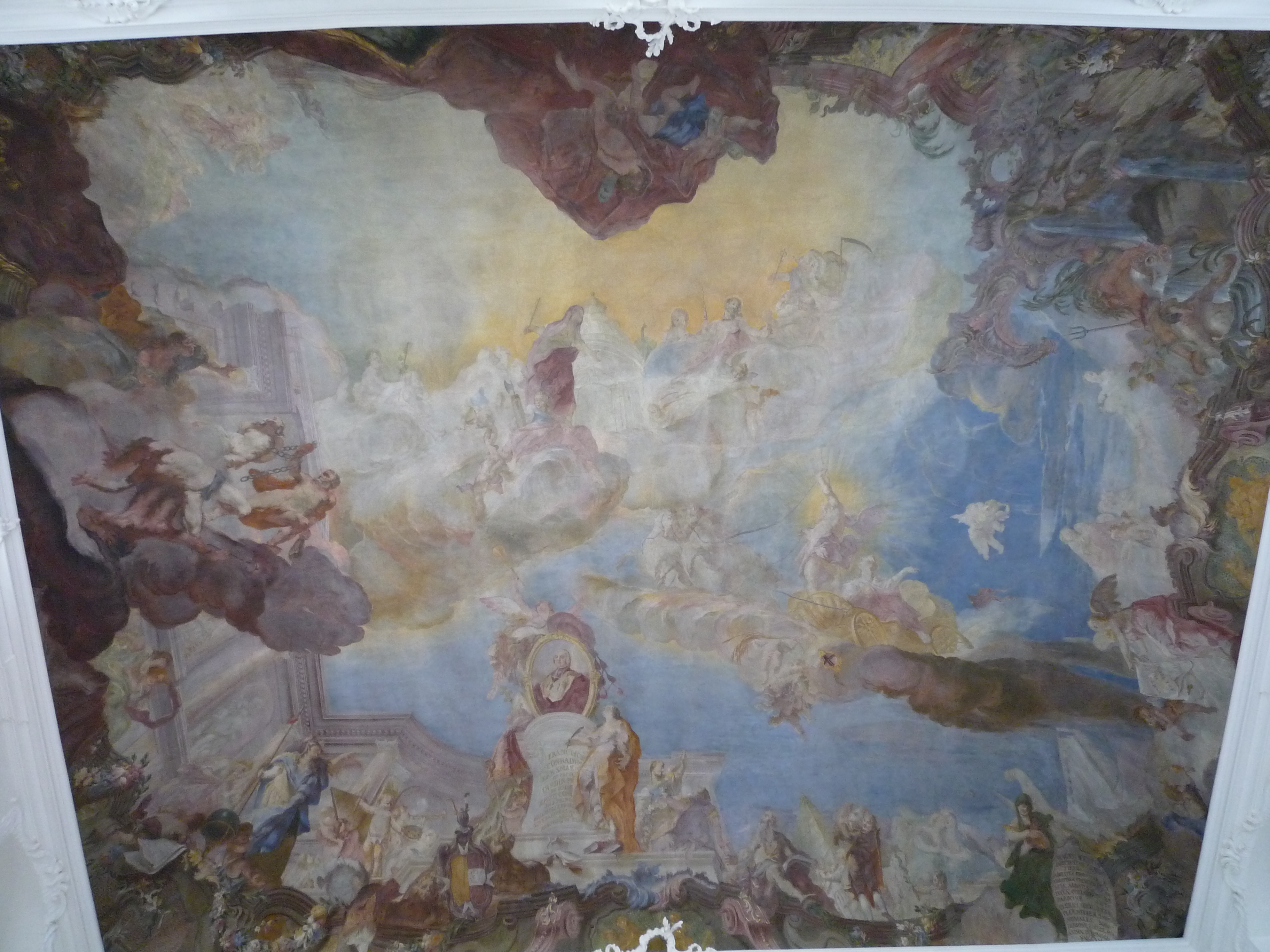
Fresko im Treppenhausgewölbe des Neuen Schlosses zu Meersburg (Foto: 2010)

#### Baden-Württemberg
- Refektorium im Kloster Obermarchtal
- Neues Schloss (Fresken im Treppenhausgewölbe und im Spiegelsaal) und Kapelle Sankt Karl Borromäus des Priesterseminars Meersburg (1761–1762)
- St. Michael, ehemalige Kirche des Deutschordenskommende Altshausen (ca. 1758 und ca. 1766/1767)
- Heiligkreuzkapelle in Oberdorf bei Konstanz (1748)
- Kath. Pfarrkirche St. Afra in Obernheim (Zollernalb-Kreis) (1751–1754)
- Stadtpfarrkirche Sankt Blasius, Ehingen (Donau), Deckengemälde mit dem Abendmahl (1763–1766)

#### Oberpfalz
- Klosterkirche Waldsassen (1727)

#### Rheinland-Pfalz
- Ehemalige Stiftskirche (Peterskirche) in Mainz (1755/1756)

#### Hessen
- Bolongaropalast in Frankfurt-Höchst (1774)
- Pfarrkirche St. Peter und Paul in Bad Camberg (1778–1779)

### Schweiz
- Herrliberg (1732)
- Zürich (1732?)
- Arlesheimer Domkirche (1759–1760)

## Ausstellungen
2020 zeigte das Kölner Wallraf-Richartz-Museum & Fondation Corboud unter dem Titel Abenteuer Appiani. Die Entdeckung eines Zeichners ein Konvolut von Zeichnungen Appianis, das einige Jahre zuvor in der Graphiksammlung des Museums entdeckt wurden.